# Ксантузии
Ксантузии, или ночные ящерицы (лат. Xantusia), — род пресмыкающихся из семейства ночных ящерицы инфраотряда сцинкообразных.
Размеры представителей рода от маленького до среднего размера. Живородящие. Обитают на юго-западе США и на севере Мексики.
Название и описание типового вида и рода были опубликованы в 1859 году, Спенсером Фуллертоном Бэрдом. Он назвал род в честь натуралиста Яноша Ксантуша.

## Классификация
На март 2018 года в род включают 14 видов:
- Xantusia arizonae Klauber, 1931 — Аризонская ксантузия[1]
- Xantusia bezyi Papenfuss, Macey & J. A. Schulte, 2001
- Xantusia bolsonae Webb, 1970
- Xantusia extorris Webb, 1965 — Ксантузия-изгнанница[1]
- Xantusia gilberti Van Denburgh, 1895
- Xantusia gracilis Grismer[фр.] & Galvan, 1986
- Xantusia henshawi Stejneger, 1893 — Ксантузия Хеншоу[1]
- Xantusia jaycolei R. Bezy, K. Bezy & Bolles, 2008
- Xantusia riversiana Cope, 1883
- Xantusia sanchezi R. Bezy & Flores-Villela, 1999
- Xantusia sherbrookei R. Bezy, K. Bezy & Bolles, 2008
- Xantusia sierrae R. Bezy, 1967
- Xantusia vigilis Baird, 1859 — Пустынная ночная ящерица, или древесная ночная ящерица
- Xantusia wigginsi Savage[фр.], 1952